# Медведева, Елена Александровна
Еле́на Алекса́ндровна Медве́дева (укр. Олена Олександрівна Медведєва; род. 14 сентября 1968, Харьков, Украинская ССР, СССР) —  украинская писательница (пишет на русском языке).

## Биография
Родилась в семье служащих.
В 1988 году окончила Харьковское педагогическое училище, в 1992 году —  Харьковский государственный педагогический институт. Работала продавцом газет, воспитателем в детском саду.
Дебютировала как поэт в 1990 году (публикация в газете «Вечерний Харьков»). В середине 1990-х годов участвовала в харьковском поэтическом объединении «Третий Цех». Автор прозаико-поэтических сборников «Завтрак из страусов. Креанимация. Стихи» (1996), «Сыпучих лет песочный замок» (1997), повестей «И жизни отвечаю „Да!“» (1997—2001), «Веди меня, дорога!» (2008). Публиковалась в журнале «©оюз Писателей», поэтическом альманахе «Северо-восток» (2004), антологии украинской женской литературы «Жіночий погляд» (Женский взгляд, 2009). Выступает как художник-график, иллюстрируя собственные произведения. Живёт в Харькове.